# 恩利資源
太平洋恩利資源發展有限公司，簡稱太平洋恩利資源發展、太平洋恩利資源，以及恩利資源（英語：Pacific Andes Resources Development Limited，SGX：P11），在1986年由太平洋恩利國際控股有限公司分拆前，前身為「資源開發及供應鏈管理部門」。
主要業務在全球工业捕鱼及冰冻海产供应链管理。而總部位於香港干諾道西186號香港商業中心32字樓，新加坡方面則位於143 Cecil Street # 11-01 GB Building Singapore 06954X。股份在1996年10月4日於新加坡交易所主板上市。根據資料，太平洋恩利和相關企業持有該公司為65.37%股權。
另外，該公司曾計劃在臺灣證券交易所以臺灣存託憑證上市，當時發行新股為285,000,000股。但由於受到全球市場波動和歐債危機影響而終止。

## 連結
- PAResourcesDevelopment.com （页面存档备份，存于）